# STS-7
STS-7 e седмата мисия на НАСА по програмата Спейс шатъл и втори полет на совалката Чалънджър. По време на полета са изведени в орбита комуникационния спътник Anik C-2 на канадската фирма „Телесат“ и индонезийския "Палапа-Б1".

## Екипаж
| Пост                    | Астронавт                            |
| ----------------------- | ------------------------------------ |
| Командир                | Робърт Крипън втори космически полет |
| Пилот                   | Фредерик Хоук първи космически полет |
| Специалист на мисията 1 | Джон Фейбиън първи космически полет  |
| Специалист на мисията 2 | Сали Райд първи космически полет     |
| Специалист на мисията 3 | Норман Тагард първи космически полет |

- Броят на полетите е преди и включително тази мисия.

## Полетът
Мисия STS-7 стартира на 18 юни 1983 г. в 11:33 UTC. Това е третият полет на жена в космоса и първи за американските астронавтки. За първи път космически кораб лети с екипаж от 5 души на борда. Командирът на полета – Робърт Крипън лети за втори път (първи астронавт с два полета на космическата совалка), а останалите четирима са в космоса за първи път. Сали Райд става първата американска астронавтка и третата жена в света участник в космически полет. Полезния товар представлява комуникационните спътник Anik C-2 на канадската Telesat и PALAPA-B1 на Индонезия. Двата спътника са успешно изведени през първите два дни от полета. Освен това се извежда първият Shuttle Pallet Satellite (SPAS-I), експериментална платформа, разработена от немската компания Messerschmitt-Bolkow-Blohm. Тя е 6 метра дълга и 1 метър широка и е транспортирана заедно с полезния товар в товарния отсек на совалката и „изложена“ в открития космос. Прибира се с помощта на роботизираната „ръка“ Канадарм. На платформата се провеждат 10 експеримента в областта на поведението и образуването на метални сплави в условията на микрогравитация, разположени са инструменти за дистанционно наблюдение и масспектрометри за идентифициране на различни газове, намиращи се в товарния отсек на совалката.
По време на полета в космоса совалката претърпява инцидент – парче космически боклук удря и поврежда (виж на снимката) един от илюминаторите.
STS-7 е трябвало да бъде първият полет, който е планирано да приключи в Космически център „Кенеди“. Мъглата попречва това да стане и „Чалънджър“ се приземява във Военновъздушната база „Едуардс“ в Калифорния. 5 дни по-късно совалката е прибрана в КЦ „Кенеди“ за подготовка на следващия полет – мисия STS-8.

## Параметри на мисията
- Маса:
  - При излитане: 113 025 кг
  - При кацане: 92 550 кг
  - Маса на полезния товар: 16 839 кг
- Перигей: 299 км
- Апогей: 307 км
- Инклинация: 28,3°
- Орбитален период: 90.6 мин.

## Галерия
- Извеждането на Anik C-2 в орбита
- И Palapa B2 e в орбита.
- Пораженията от инцидента с космическия боклук в орбита.
- SPAS-1 в открития космос.
- Снимка на совалката от борда на SPAS-1